# 幫助犯
幫助犯（英語：accessory (legal term)）是指基於幫助他人犯罪的意圖，為他人犯罪行為或所欲達成的犯罪結果提供助力（使犯罪減低風險或提昇便利），以促使犯罪結果實現的一種犯罪型態的人。
中華民國實務界認為，幫助犯必須同時具備下列條件：
1. 提供有助力的幫助行為：所謂助力包含物理及心理，所謂物理幫助為使犯罪降低風險或提昇便利，如幫竊盜犯打開大門、架設牆梯等；所謂心理幫助包含鼓舞、贊許或幫忙照顧家庭等使犯罪者加強犯罪決心的情形。提供毫無助力的幫助行為且被犯罪使用、接收者，稱為幫助未遂，既然對犯罪毫無助力，無法提昇造成犯罪結果的風險，因此就不予處罰。
2. 滿足雙重故意：不但認知他人意欲犯罪，且願意幫助他人犯罪行為既遂，符合二者的才有成立幫助犯的資格。
3. 不符合主客觀擇一理論：本理論為區分當事人到底是正犯還是共犯，以主觀及客觀兩個標準，符合其一即屬於正犯，必須兩者皆不符合，才能列為共犯，因為幫助犯是共犯的類型，因此也必須不符合主客觀擇一範圍。主觀的標準為「是否是為了自己而行為」，客觀的標準是「是否作了構成要件行為」。以竊盜來說，幫忙打開大門的鎖如果是為了幫助他人，則不符合主觀標準；而開鎖並非是竊盜構成要件行為（竊盜是盜取他人財物，而非打開大門），因此也不符合客觀標準，這樣可以說幫助他人打開大門，只成立幫助犯。然而，如果是事先與正犯協調並分配任務（稱為犯意聯絡），自己負責打開大門（稱為行為分擔），則會被認為是正犯的一員，不會被認為是共犯，一般常見的疑問如幫忙把風，這樣的行為也會被認為正犯。
4. 幫助行為必須被使用、接收：提供有助力的幫助行，但卻未被犯罪者使用或接收，稱為未遂幫助（即幫助並未到達犯罪者），既然對犯罪無法產生實質助力，也就無法提昇造成犯罪結果的風險，和幫助未遂一樣不予處罰。至於使用幫助的犯罪者是否知道這就是幫助，則並不討論。
5. 幫助的時點限制：就學理來說，可以在事前幫助，也可以在事後幫助。但事前的幫助犯是從屬於犯罪者一同論罪，如竊盜罪幫助犯，事後的幫助犯則會成立別的罪名，如藏匿人犯罪、滅證罪或收受贓物罪等，而不從屬於原本的犯罪。因此，就限縮幫助犯只能在犯罪之前幫助。

另有一種感覺上是符合幫助行為，但並不屬於幫助犯的情形，即中性幫助，如開車載送犯罪者，犯罪者其實是去尋仇及販售刀具給犯罪者，卻被用在砍殺他人等，這些情況通常都不具備雙重幫助故意。且即使這些幫助者知悉要犯罪，但這些幫助者僅只對其當下事務負責，而不應擴及犯罪者後續行為，如果這些中性行為都要被列入處罰，將會使讓犯罪者繼續存在的所有人都成為幫助犯（包括賣飲食的店家、提供住宿的父母或家人，凶器製造商、甚至造橋鋪路、提供捷運火車高鐵的政府都或多或少提供便利），而不可收拾。
中華民國刑法中關於幫助犯之規定為，第30條第1項：「幫助他人施行犯罪者，為幫助犯。雖他人不知幫助之情者，亦同。」